# Hans-Berndt Neuner
Hans-Berndt Neuner (* 19. August 1975 in Bukarest) ist ein Geodät und seit 2013 Professor an der Technischen Universität Wien. Von 2000 bis 2013 war er an der Universität Hannover im Bereich Ingenieurgeodäsie und Deformationsanalyse tätig.
Neuner studierte Vermessungswesen an der Universität in Bukarest, wo er 1999 mit dem Diplom abschloss. Danach arbeitete er am Geodätischen Institut der Universität Hannover, wo er auch dissertierte. Neben einer umfangreichen Lehrtätigkeit in verschiedenen Bereichen der Ingenieurvermessung befasste er sich zunehmend mit der Analyse geodätischer Deformationsmessungen und war 2012 Mitautor eines einschlägigen Lehrbuches. Im Juni 2013 wurde er als Ordinarius an die TU Wien berufen, wo er im Herbst 2013 die Nachfolge von Andreas Wieser antrat.